# Макинтош, Софи
Софи Макинтош (англ. Sophie Mackintosh; род. 1988, Южный Уэльс) — британо-уэльская литератор. Автор романов The Water Cure (2018, дебют, лонг-лист Букеровской премии) {Рец.}, Blue Ticket (2020), Cursed Bread (2023, историческая фантастика, лонг-лист Women's Prize for Fiction) {Рец.}. В 2020 году Vogue UK назвал её «лицом, определяющим предстоящее десятилетие» — вместе с писателями Jia Tolentino и Oyinkan Braithwaite. Лауреат White Review Short Story Prize (2016). Удостоена и других отличий.
Её прабабушка также была писательницей. Творчество самой Макинтош, как отмечают, находится под влиянием Анджелы Картер и сравнивается критиками с Маргарет Этвуд.
Публиковалась в The New York Times, Granta, Dazed, Guardian, The Stinging Fly, The White Review. Проживает в Лондоне.

## Интервью
- https://www.anothermag.com/design-living/14725/sophie-mackintosh-cursed-bread